# كأس البرتغال 2000–01
كأس البرتغال 2000–01 (بالبرتغالية: Taça de Portugal de 2000–01‏) هو موسم من كأس البرتغال. كان عدد الأندية المشاركة فيه 228، وفاز فيه نادي بورتو.